# انکنداگوللا
انکنداگوللا (انگلیسی: Enkendagolla) یک منطقه مسکونی در سری‌لانکا است.